# Anne-Sophie Van Regemortel
Anne-Sophie Van Regemortel (Edegem, 13 november 1984) is een Belgisch voormalig hockeyspeelster. 

## Levensloop
Zij behaalde een master in de 'revalidatiewetenschappen en kinesitherapie' aan de KU Leuven en werkte korte tijd als zelfstandig fysiotherapeut.
Van Regenmortel werd in het hockey actief bij Royal Antwerp HC en was tevens lid van de Belgische vrouwenhockeyploeg. Vanaf het seizoen 2010-'11 speelde ze voor Oranje Zwart te Eindhoven als centrale verdediger. Van Regemortel werd geselecteerd voor deelname aan de Olympische Zomerspelen van 2012 in Londen. Voor het seizoen 2013-'14 keerde ze terug naar haar oude club Royal Antwerp HC.
Na haar carrière als hockeyster werd ze actief als trainster van HC Blackbirds te Zandhoven.